# Bathyxylophila
Bathyxylophila is een geslacht van weekdieren uit de klasse van de Gastropoda (slakken).

## Soorten
- Bathyxylophila excelsa B. A. Marshall, 1988
- Bathyxylophila iota B. A. Marshall, 1988
- Bathyxylophila peroniana B. A. Marshall, 1988
- Bathyxylophila pusilla B. A. Marshall, 1988